# Zarządzanie w Kulturze
Zarządzanie w Kulturze – czasopismo naukowe Instytutu Kultury Uniwersytetu Jagiellońskiego założone w 2000 roku, poświęcone zagadnieniom zarządzania w sektorze kultury. Wydawcą czasopisma jest Wydawnictwo Uniwersytetu Jagiellońskiego. Publikowane artykuły prezentują teoretyczne i praktyczne zagadnienia kulturoznawstwa, zarządzania dziedzictwem kulturowym, publicznymi instytucjami kultury oraz organizacjami prowadzącymi działalność kulturalną.
Kwartalnik znajduje się w wykazie czasopism naukowych prowadzonym przez Ministra Edukacji i Nauki z przyznaną liczbą 20 punktów.

## Redakcja
- Redaktor naczelny: Marcin Laberschek
- Zastępca redaktora naczelnego: Marta Kudelska
- Sekretarz redakcji: Jakub Wydra

Twórcą pisma i jego redaktorem naczelnym w latach 2000−2015 był  Emil Orzechowski.
Pismo współtworzyli również: Ewa Kocój (zastępca redaktora naczelnego w latach 2012−2015, redaktor naczelna w latach 2016−2017), Małgorzata Ćwikła (redaktor naczelna w latach 2018−2024), a także Joanna Szulborska-Łukaszewicz, Alicja Kędziora, Łukasz Gaweł, Rafał Maciąg.